# 東易賓

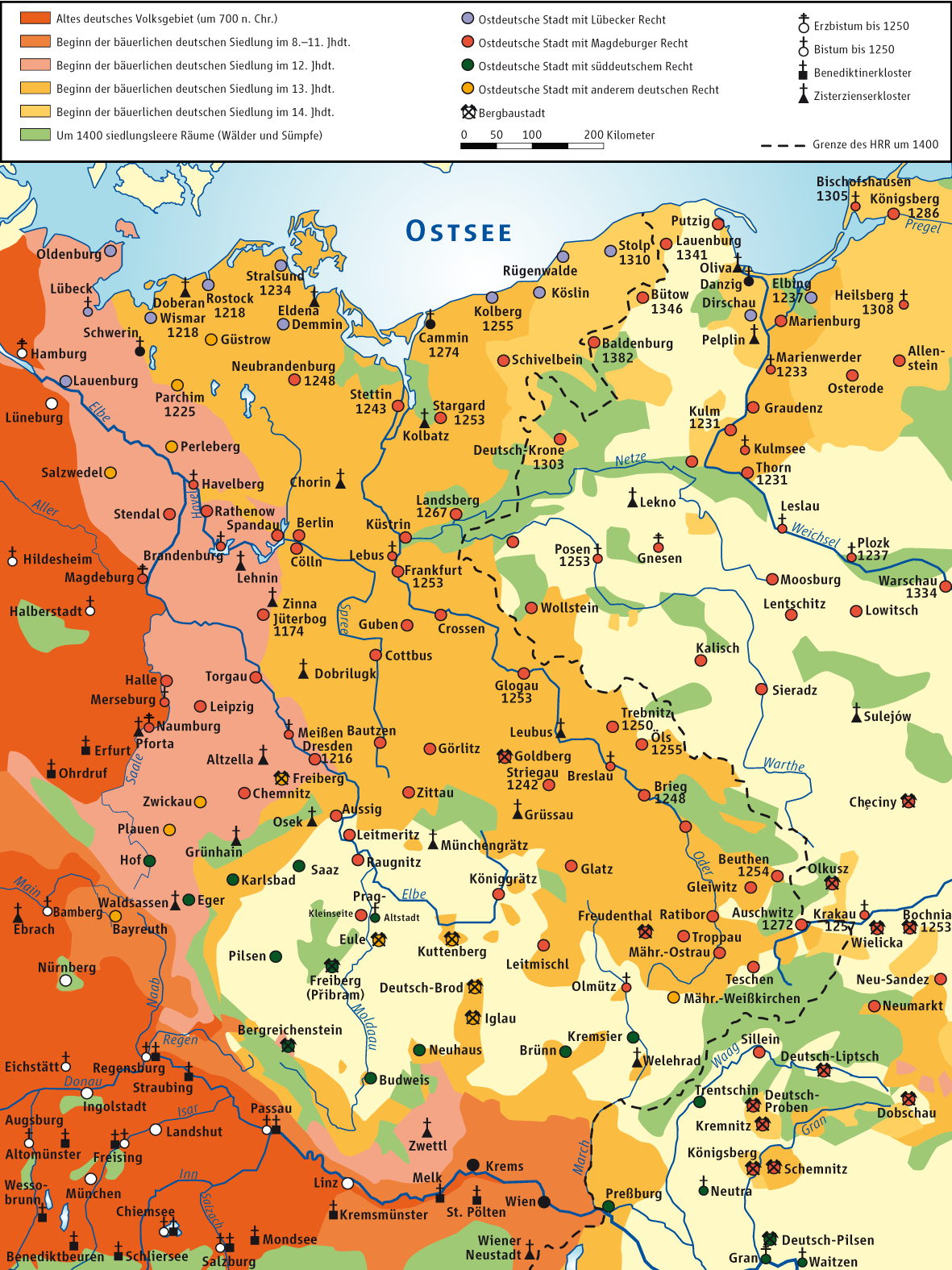
東方探險家沃爾特·庫恩之後在神聖羅馬帝國不斷東擴的德意志人定居點，易北河位於擴張的起始處

東易賓（直译：易北河東部地區）是德意志國家在二戰前位於易北河以東的地區的非正式名稱。
該地區包括普魯士的勃蘭登堡省、薩克森省東部（耶里肖地區縣）和薩克森王國（上盧薩蒂亞）、波美拉尼亞、西里西亞、東普魯士、西普魯士和波森（1922年後為波森-西普魯士）以及梅克倫堡-什未林和梅克倫堡-施特雷利茨，柏林市區不包括在內。
東易賓以其歷史悠久的莊園制和農奴制以及政治保守主義以及當地居民主要信奉新教而聞名。“東易賓容克”是左翼政黨特別是在魏瑪共和國（1918-1933）期間使用的一個帶有政治色彩的詞語，特別是指符合刻板印象的保守右翼德國國家人民黨（DNVP）的富有成員。早在德意志帝國時期（1871-1918），這些東易賓容克貴族就已經形成了維護君主制團體的主要組成部分。